# Castello di Kopaniny
Il castello di Kopaniny (in ceco Zámek Kopaniny) si trova nella omonima località della città di Aš, Distretto di Cheb nella Regione di Karlovy Vary della Repubblica Ceca. Si tratta di una residenza rinascimentale della famiglia Zedtwitz dell'inizio del XVII secolo con un nucleo gotico dei secoli XV e XVI e ne rimane solo un edificio nell'angolo nord-ovest.

## Storia

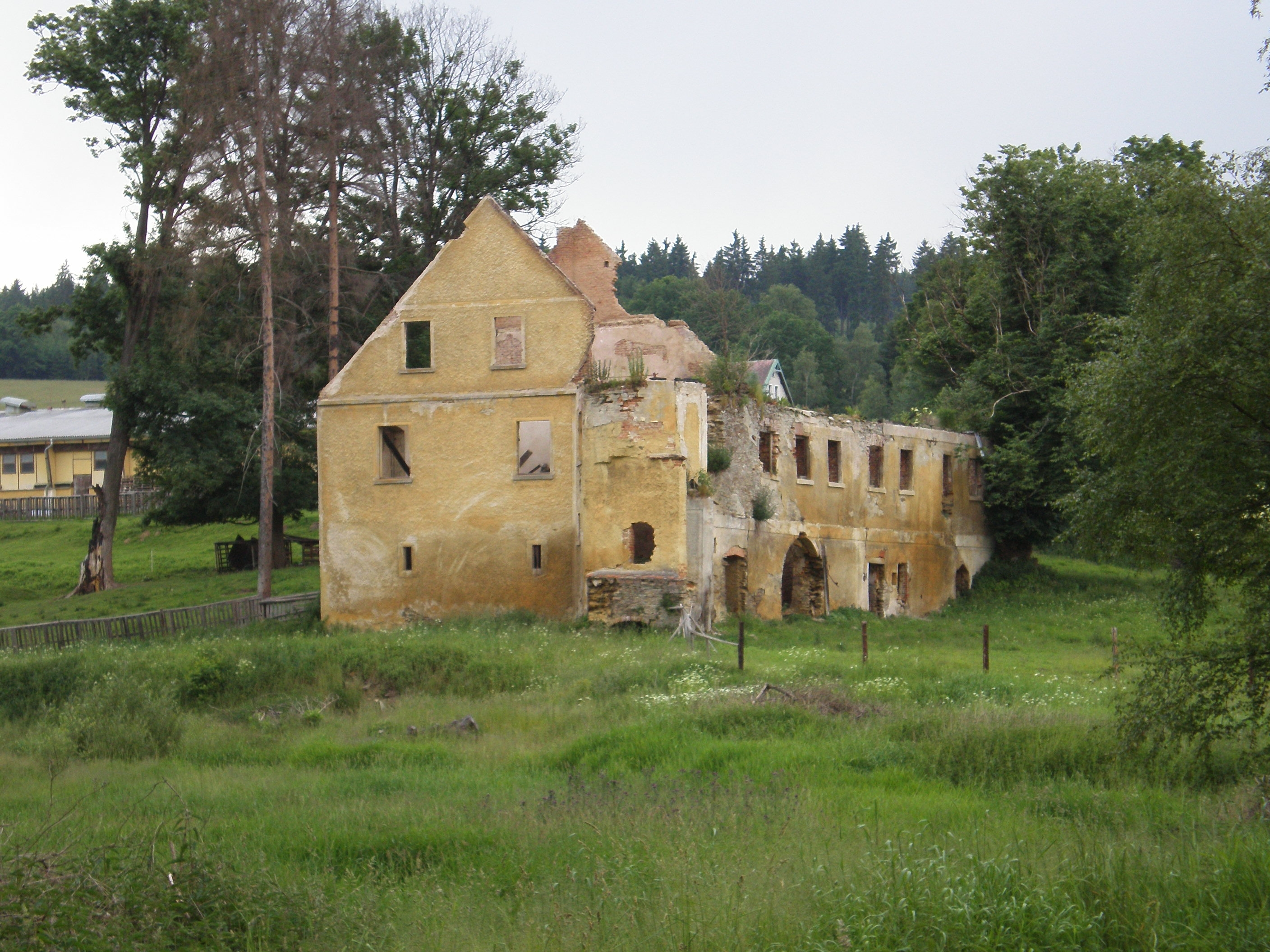
Il castello di Kopaniny nel 2008

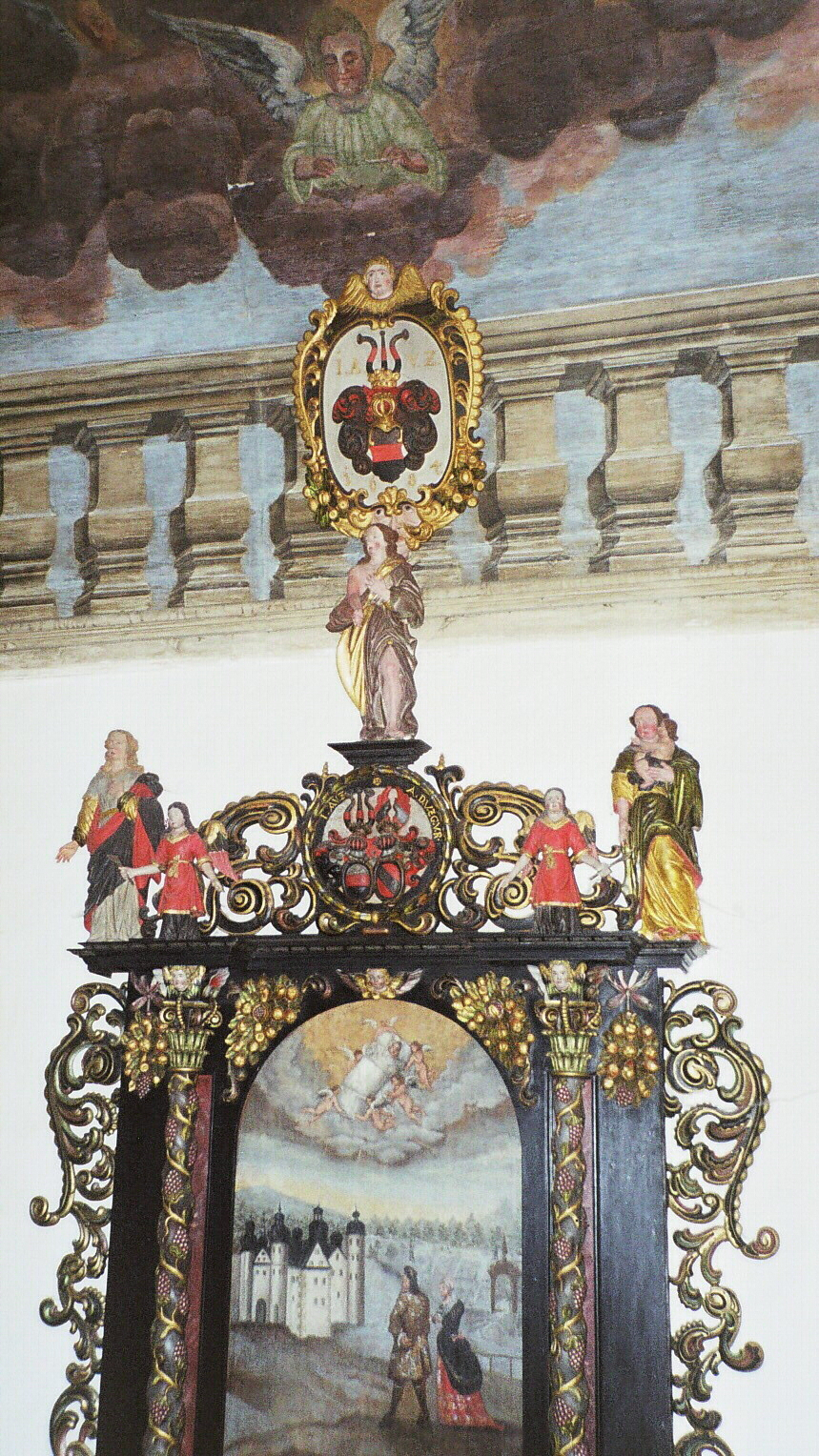
Dipinto conservato nella chiesa del Buon Pastore di Podhradí e risalente al 1682 con la raffigurazione di un castello con torri angolari identificato con il castello di Kopaniny

Il villaggio di Kopaniny originariamente era chiamato Krugsreut e fu probabilmente fondato nel XII o XIII secolo. Sicuramente esisteva già nel 1315, poiché allora veniva menzionato come proprietà della famiglia Feiltsch di Sachsgrün. Poco dopo entrò sotto il controllo della famiglia Neuberg che lo aggiunse alle altre sue proprietà. Alla fine del XIV secolo il villaggio fu acquisito per un breve periodo dai cittadini di Cheb, ma presto il villaggio e il castello passarono alla famiglia Zedtwitz, che rimase ad Aš fino al XX secolo. All'inizio del XVI secolo che gli Zedtwitz, ai tempi di Jan di Zedtwitz, venne costruito il castello su una struttura preesistente e nella prima metà del XVII secolo venne citata una residenza apparentemente danneggiata e con torri angolari sotto il nome Krugsreut (antico nome locale). Sotto Josef Adam di Zedtwitz, dopo la guerra dei trent'anni, fu eseguita una vasta ricostruzione con l'aggiunta una nuova ala, chiamata Casa Nuova. Nella vicina chiesa del Buon Pastore di Podhradí si conserva un dipinto del 1682 con la raffigurazione dettagliata di un castello con torri angolari, identificato con il castello di Kopanin. Nel 1684 venne redatto un inventario molto dettagliato con la descrizione dei possedimenti del defunto Josef Adam di Zedtwitz, compresi i castelli di Podhradí e Kopaniny, che non parla tuttavia di tutte le stanze del castello. La grande struttura a Kopanin subì importanti cambiamenti dopo il 1767, quando in parte venne demolita e sparirono le torri angolari. Nella seconda metà del XIX secolo il palazzo era ancora mantenuto come residenza padronale, compreso il parco adiacente. Solo nel XX secolo, con il declino della famiglia Zedtwitz, il castello di Kopaniny passò in mani straniere e dopo il 1945 l'ex casa padronale fu nazionalizzata. Il castello e le sue pertinenze divennero proprietà del demanio locale, lentamente caddero in abbandono e progressivamente demoliti e solo col secondo decennio del XXI secolo è iniziato un lavoro di recupero e restauro.

## Descrizione
Il castello si trova a Kopaniny, località a nord di Aš, Distretto di Cheb nella Repubblica Ceca. Dell'intera area del complesso del castello si sono conservate solo parte delle antiche strutture, in particolare l'edificio dell'area ad est. Di un altro edificio e di altre parti restano solo rovine è pezzi di muratura. L'edificio ad est è a due piani con pianta grossolanamente rettangolare. In origine era coperto da un alto tetto a due falde chiuso sui lati da timpani triangolari, andato distrutto con un incendio nel 2007. Restano solo i due timpani in mattoni, che delimitavano probabilmente un vano sottotetto sul lato sud. Della travatura reticolare sono rimaste solo poche travi crollate. Al piano terra si aprono strette finestre in rivestimento di pietra non profilata. La facciata nord è molto rovinata, il muro in pietra di cava è per metà crollato e il resto è quasi privo di intonaco. Nell'angolo nord-est rimane solo il resto della muratura del pavimento. In totale il piano terra è suddiviso in cinque vani.

### Monumento culturale della Repubblica Ceca
La tutela dei monumenti della Repubblica Ceca considera il complesso del castello di Kopaniny ormai in rovina un monumento culturale tutelato col numero di catalogo 1961411059.